# Балаже
Балаже (слч. Baláže) насељено је мјесто са административним статусом сеоске општине (слч. obec) у округу Банска Бистрица, у Банскобистричком крају, Словачка Република.

## Становништво
| Година:    | 1994. | 2004.   | 2014.    | 2024.   |
| ---------- | ----- | ------- | -------- | ------- |
| Број људи: | 201   | 193     | 216      | 229     |
| Разлика:   |       | -3,98 % | +11,91 % | +6,01 % |

| Година:    | 2023. | 2024.   |
| ---------- | ----- | ------- |
| Број људи: | 234   | 229     |
| Разлика:   |       | -2,13 % |

Према подацима о броју становника из 2011. године насеље је имало 215 становника.